# Azymut kartograficzny
Azymut kartograficzny – kąt między północną częścią południka kartograficznego a danym kierunkiem poziomym. Jak każdy azymut, liczony jest zgodnie z ruchem wskazówek zegara – od kierunku północy zdefiniowanego przez południk odniesienia, a jego wartość wyrażana jest w mierze kątowej. Azymut kartograficzny może być wyznaczony kątomierzem na mapie lub obliczony na podstawie różnic współrzędnych. Różnica między azymutem kartograficznym a azymutem geograficznym to zbieżność południków.